# Toppmötet (TV-program)
Toppmötet är ett TV-program som producerats av  för Sveriges Television i två säsonger. I programmet intervjuas tidigare politiker och ledare av en svensk före detta politiker. Första säsongen programleddes av tidigare statsminister Fredrik Reinfeldt och andra säsongen programleddes av tidigare vice generalsekreterare i FN, Jan Eliasson.
Första säsongen fick kritik för att inte ställa motfrågor och kritiskt ifrågasätta påståenden från makthavarna. Kritikerna menade att SVT bryter mot sin opartiskhet genom programmet. SVT håller till viss del med om kritiken men menade också att programmet ger ett unikt perspektiv på makthavarna.

## Säsong 1
- 29 december 2016 - Condoleezza Rice
- 1 januari 2017 - Jens Stoltenberg
- 5 januari 2017 - Anders Fogh Rasmussen
- 9 januari 2017 - Tony Blair

## Säsong 2
- 9 november 2017 - Madeleine Albright
- 16 november 2017 - Kofi Annan
- 23 november 2017 - Gro Harlem Bruntland
- 30 november 2017 - Henry Kissinger